# Janyse Jaud
Janyse Aldis Jaud (Kelowna, Columbia Británica,  26 de noviembre de 1969) es una actriz canadiense, músico y autor. Sus principales papeles de voz en off incluyen Hulk Versus, My Little Pony, Inuyasha, Ed Edd n Eddy, Batman: Black & White, Baby Looney Tunes, War Planets, Spider-Man Unlimited y Strawberry Shortcake. También es la narradora de la serie de televisión ganadora del premio Emmy Adoption Stories. Ha trabajado con compañías como Warner Bros., Alliance Atlantis, Hasbro, Marvel, Paramount, Cartoon Network y Universal Pictures tanto en cámara como en voz.
Como cantante y compositor, Jaud ha recibido muchos premios como el ganador de la mejor canción 'This Day Is Mine' en la categoría cristiana contemporánea en los premios Hollywood Music in Media Awards, el ganador del mejor CD de jazz 'The Magic of Christmas' en los Toronto Exclusive Magazine Awards, tres nominaciones en los Hollywood Music in Media Awards a Mejor Canción de Jazz 'That’s What I Love About You', Mejor Canción Dance 'Best Friend Forever' y Mejor Canción Cristiana Contemporánea 'Dreamers', así como dos nominaciones en los premios Toronto Exclusive Magazine Awards a la Mejor Canción 'Dreamers' y Artista del Año, así como una nominación a Mejor Canción Infantil 'Stomp' en los Independent Music Awards USA, y una nominación a Mejor Canción 'Blessed Is This Holy Night' en los Hollywood Music Awards. Fue elegida como finalista (una de las 4 compositoras mejor calificadas) por el concurso internacional de composición Canción del año. Jaud también ha tenido muchas de sus canciones originales elegidas para bandas sonoras de películas.

## Primeros años
Jaud creció en Kelowna, Columbia Británica. A la edad de cinco años, comenzó a entrenar en la Escuela Canadiense de Ballet durante once años. También estudió piano durante seis años en el Real Conservatorio de Música.

## Carrera
Jaud apareció ante la cámara en cuatro series de televisión The X-Files, The Outer Limits, Double Exposure y Andromeda.
En 2004, Jaud fue el narrador de la serie ganadora del premio Emmy "Adoption Stories" (Discovery Health) y viajó a Nueva York para el evento. Pero fue su trabajo de voz en off en la serie animada Ed, Edd n Eddy lo que tuvo el mayor impacto. Jaud conoció a niños de la Fundación Make-A-Wish que enfrentaban enfermedades mortales. Después de esta experiencia, creó 'La magia de pensar' y comenzó a escribir libros, música, canciones infantiles y videos para ayudar a los niños a desarrollar fuerza y coraje.
En 2008, Jaud lanzó su primer álbum en el género musical navideño. Escribió canciones con humor irónico. Muchas de estas canciones de jazz han sido elegidas para aparecer en películas como Blonde and Blonder, American Mary, Dashing Through the Snow de Debbie Macomber y Making Mr. Right.
De 2010 a 2012, Jaud lanzó varios sencillos.

## Filmografía

### Anime
- Adieu Galaxy Express 999 - Metalmena[9]
- Broken Saints - Shandala Nisinu
- Cardcaptors - Natasha Avalon (la madre de Sakura, Nadeshiko Kinomoto), Voces adicionales
- CyberSix - Lori Anderson, Elaine, Grizelda
- Dragon Ball Z - Trabajadora social y Chiko (Ocean Dub)
- Fatal Fury: The Motion Picture - Panni Shona (media hermana de Athena Asamiya), Kim Myonsaku
- Gin Tama - Tae Shimura[10]
- Hamtaro - Veterinaria (Episodio 71, Sin acreditar)
- Highlander: The Search For Vengeance - Kyala
- Human Crossing - delincuente, madre de Kyoshi
- Inuyasha - Kagura , Kanna , Kagome Hōjō
- Inuyasha: El acto final - Kagura, Kanna
- Kurozuka - Kuromitsu
- Maison Ikkoku - Akemi Roppongi
- MegaMan NT Warrior - Sra. Mari y Sra. Yuri
- Monster Rancher - Mocchi, Pixie, Granity, Lilim, Poison, Lily
- Night Warriors: Darkstalkers' Revenge - Felicia
- Ogre Slayer - Akane, Isouko, Ryoko
- Ranma ½ - Hinako Ninomiya, Kin Ono, voces adicionales
- Saber Marionette - Bloodberry
- Saiunkoku Monogatari - Kocho, Lady of the Night 2
- Shakugan no Shana - Margery Daw (temporada 1)
- Tenkū no Escaflowne - Eriya
- Yes! Pretty Cure 5 - Nozomi Yumehara / Cure Dream (doblaje en inglés)
- Zoids: Fuzors - Sabre

### Animación
- Action Man - Asazi
- The Adventures of Corduroy - Lisa
- The Adventures of T-Rex - Voces adicionales
- Alien Racers - Talanna
- Animated Classic Showcase - varios personajes
- Baby Looney Tunes - Baby Melissa
- Barbie as the Princess and the Pauper - Palace Maid
- Batman Black and White (cómics en movimiento) - Harley Quinn, Martha Wayne, Madame X, Madelyn Crane, Dra. Marilyn Crane, Camarera, Catwoman , Karen, Tiny Tim, Angélica, Enfermera, Madre
- Billy the Cat - Sabrina, Bonnie
- El Amo de los Robots - Lady Frenzy
- Bratz Fashion Pixiez - Cymbeline
- A Chinese Ghost Story: The Tsui Hark Animation - Siu Lan
- Academia de titanes - Medelia, Stephanie
- Conan, el aventurero - Jezmine
- Doggie Daycare - Lula
- Dragon Tales - Eunice, Windy
- Ed, Edd y Eddy - Sarah, Lee Kanker
- Exosquad - Sargento. Rita Torres
- Fat Dog Mendoza - Voces adicionales
- For Better or For Worse - Shawna-Marie, Sarah
- Gadget and the Gadgetinis - Sandy O'Nasty
- Galaxy Express 999 - Claire
- GI Joe Extreme - Tina, agente informática
- Hulk Vs - Lady Deathstrike, Hela
- Los Huracanes - Miss Española
- The Kids from Room 402 - Melanie, Sra. Shiness
- Kishin Corps: Alien Defender Geo-Armor - Eva Braun, Maria Braun
- Kleo the Misfit Unicorn - Marcia
- Krypto, el superperro - Rosie
- Lapitch the Little Shoemaker - Yana, Marco, la madre de Marco
- Littlest Pet Shop - Phoebe
- A Monkey's Tale - La madre de Kom
- Monster Mash - Spike, mamá
- ¡Mucha Lucha! - Libélula, Zebrina Twins, Ham Hands
- My Little Pony (películas y especiales de G3 / G3.5) - Pinkie Pie y Scooter Sprite
- My Little Pony: La magia de la amistad (G4) - Poni de entrega 1, posadero, Sra. Trotsworth, día lluvioso
- Ogre Slayer - Akane, Isouko, Ryoko
- ReBoot - Maxine
- Robin and the Dreamweavers - Flit
- RoboCop: Alpha Commando - Jennifer
- La conspiración Roswell - Sh'lainn Blaze
- Sabrina: The Animated Series - Leila Leigh, Bosley
- Salty's Lighthouse - Sophie, Sadie
- Shadow Raiders/Planetas de guerra - Jewelia
- Skysurfer Strike Force - Cerina, Sliced Ice / Kim
- Space Strikers - Dana
- Spider-Man Unlimited - Mujer Lagarto
- Strawberry Shortcake's Berry Bitty Adventures - Azahar, Berrykin, Sadie
- Street Fighter - Celia, Mailei, Sachi
- Supernoobs - Voces adicionales
- A Tale of Two Kitties - tía Lucy
- Tayo the Little Bus - Speedy
- Las aventuras de Tom y Jerry - Sherkie
- Trouble Chocolate - Menta
- Trollz - Snarf
- Twisteeria - Loretta Fish, Batty
- UBOS Ultimate Book Of Spells - Cassy
- The Wacky World of Tex Avery - Raquel, guía turística
- X-Men: Evolution - Taryn, Amiga de Riley, Amy
- The Power of Animals - Tina Stone

### Videojuegos
- Cartoon Network Universe: FusionFall - Lee Kanker
- Devil Kings - Puff (doblaje en inglés)[11]
- Ed, Edd y Eddy: Jawbreakers - Sarah, Lee Kanker
- Ed, Edd n Eddy: The Mis-Edventures - Sarah, Lee Kanker
- Inuyasha: Feudal Combat - Kagura (doblaje en inglés)
- Inuyasha: The Secret of the Cursed Mask - Kagura (doblaje en inglés)

### Películas y series
- Andromeda - Secretaria, Artista de voz, Avatar de Pax Magellanic (en cámara)/Dawn, Clarion of Loss, Cavava (voz)
- Butterfly on a Wheel - Sarah (voz)
- Doble exposición - esposa
- The Karate Dog - Mary Beth (voz)
- The Outer Limits - Consejero (episodio: "Beyond the Veil")
- The X-Files - Enfermera

## Discografía

### Álbumes de estudio
- The Magic of Think (2008)
- The Magic of Christmas (2008)

### Sencillos
- Dreamers (2008)
- I Had To Say Yes (2010)